# Max et son rival (Tout est bien qui finit bien)

Max et son rival (Tout est bien qui finit bien) est un court métrage français, muet, réalisé par Lucien Nonguet en 1910.

## Résumé
Max est amoureux de sa voisine. Il paye un apache pour faire semblant de l'attaquer et intervient pour la sauver. Ils tombent amoureux et se lancent des baisers par la fenêtre de leurs maisons qui font face. Seulement les parents respectifs remarquent ce stratagème, mais croient que ces baisers sont destinés à un vieil homme. Heureusement les deux jeunes gens vont rétablir la vérité à la plus grande joie des parents.

## Fiche technique
- Titre original : Max et son rival
- Titre alternatif : Tout est bien qui finit bien
- Réalisation : Lucien Nonguet
- Scénario : Max Linder
- Production : Pathé Frères
- Pays : France
- Format : Muet - Noir et blanc - 1,33:1 - 35 mm
- Métrage : 140 m
- Genre : Comédie
- Première présentation le 27 mai 1910 en France

## Distribution
- Max Linder : Max